# Michael R. Licona
Michael R. 'Mike' Licona (17 de julio de 1961) es un erudito del Nuevo Testamento estadounidense, apologista cristiano e historiador. Es Profesor Asociado en Teología en la Universidad Bautista de Houston y director de Rising Jesus, Inc. Licona se especializa en la Resurrección de Jesús, y en el análisis literario de los Evangelios como biografías Greco-Romanas.